# Bärsumak
Sumak eller bärsumak (Rhus coriaria) är en upp till 3 meter hög buske med finflikiga blad, vita blomklasar och runda rostfärgade frukter. De torkade frukterna, hela eller malda till pulver, används som krydda.

## Historia
Bärsumak har sitt ursprung i Medelhavsområdet och Mellanöstern. Både grekerna och romarna använde sumak som läkemedel och krydda. Det vetenskapliga släktnamnet Rhus går tillbaka till det grekiska ordet rhoos, något som rinner, och coriaria går tillbaka till latinets corium som betyder läder. Sumak innehåller tannin och har använts vid lädergarvning.

## Användning
Sumak har en syrlig och fruktig smak och används i olika kök i Mellanöstern. Fler arter inom sumaksläktet kan användas och i Nordamerika används frukterna från de lokala arterna. Sumakpulver kryddar kött före grillning och det används också till att smaksätta yoghurt och marinader. Sumak ingår i kryddblandningen za'atar och är också en viktig ingrediens i den libanesiska rätten fattoush.

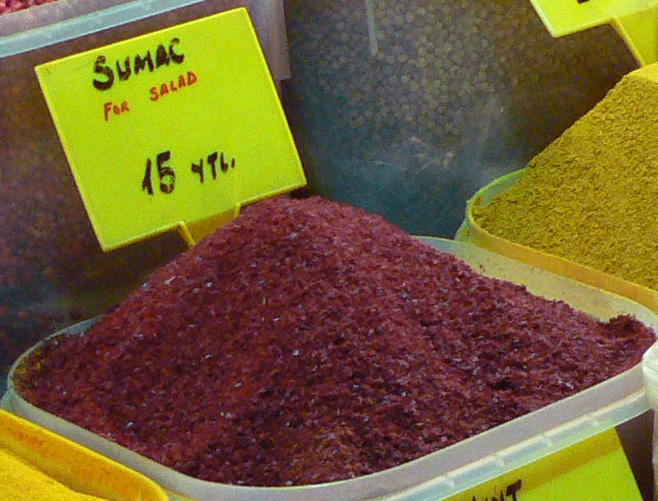